# Hypericum perforatum subsp. angustifolium
Hypericum perforatum subsp. angustifolium é uma subespécie de planta com flor pertencente à família Hypericaceae. 
A autoridade científica da subespécie é (DC.) A. Fröhl., tendo sido publicada em Sitzungsberichte der Kaiserlichen Akademie der Wissenschaften, Mathematisch-Naturwissenschaftlichen Classe, Abteilung 1 120: 534. 1911.
Os seus nomes comuns são erva-de-são-joão, hipericão, hipérico ou milfurada.

## Portugal
Trata-se de uma subespécie presente no território português, nomeadamente em Portugal Continental e no Arquipélago da Madeira.
Em termos de naturalidade é nativa das duas regiões atrás indicadas.

## Protecção
Não se encontra protegida por legislação portuguesa ou da Comunidade Europeia.